# Eurydice (Thèbes)
Pour les articles homonymes, voir Eurydice (homonymie).
Dans la mythologie grecque, Eurydice (en grec ancien Εὐρυδίκη / Eurudíkê) est la femme de Créon, le régent de Thèbes. Ils ont trois enfants : Mégara, Ménécée et Hémon.
Citée dans l’Antigone de Sophocle et d'Anouilh, elle se suicide après la mort de son fils, Hémon.

## Sources
- Sophocle, Antigone [détail des éditions] [lire en ligne].